# Ecma International
Ecma International - European association for standardizing information and communication systems, connu jusqu'en 1994 comme  ECMA - European Computer Manufacturers Association, est une organisation de standardisation active dans le domaine de l'informatique.
Ecma International développe des standards sur :
- les langages de script et de programmation ;
- les technologies de télécommunications ;
- les produits de sécurité ;
- les considérations de conception environnementale ;
- les compatibilités acoustique et électromagnétique ;
- le stockage optique ;
- la structure de fichier ;
- le format de fichier ouvert Universal 3D ;
- les systèmes de stockage d'information holographique ;
- les formats office XML ouverts.